# Burgstall Bärenfall
Der Burgstall Bärenfall, bisweilen auch Perfallschlössl genannt, befindet sich im Gemeindeteil Heinzhof der Oberpfälzer Gemeinde Ursensollen im Landkreis Amberg-Sulzbach von Bayern. Die abgegangene Höhenburg befindet sich etwa 1000 m nordöstlich von Heinzhof und 275 m südwestlich von Bittenbrunn im Amberger Stadtwald, Distrikt Bärenfall (Perfall), bzw. nordwestlich der von Heinzhof nach Bittenbrunn führenden Straße. Das Objekt wird vom Bayerischen Landesamt für Denkmalpflege unter der Denkmalnummer D-3-6636-0010 als „mittelalterlicher Turmhügel“ geführt.

## Beschreibung
Nahe am Rand einer leicht nach Südwest geneigten Hochfläche befindet sich ein kleiner Ringwall mit einem vorgelegten Graben. Der Durchmesser des umfriedeten Bereichs beträgt ca. 10 m, der Kammumfang bemisst sich mit 31 m, die Höhe von der Grabensohle zum Kamm variiert zwischen 2 und 3 m. Noch 1950 sollen hier Reste eines turmartigen Steinbaus gestanden haben, wie aus einem Steinkreuz aus behauenen Quadern ersichtlich war. Wegen der hohen Verkrautung hebt sich der Burgstall heute nur wenig von der Umgebung ab.

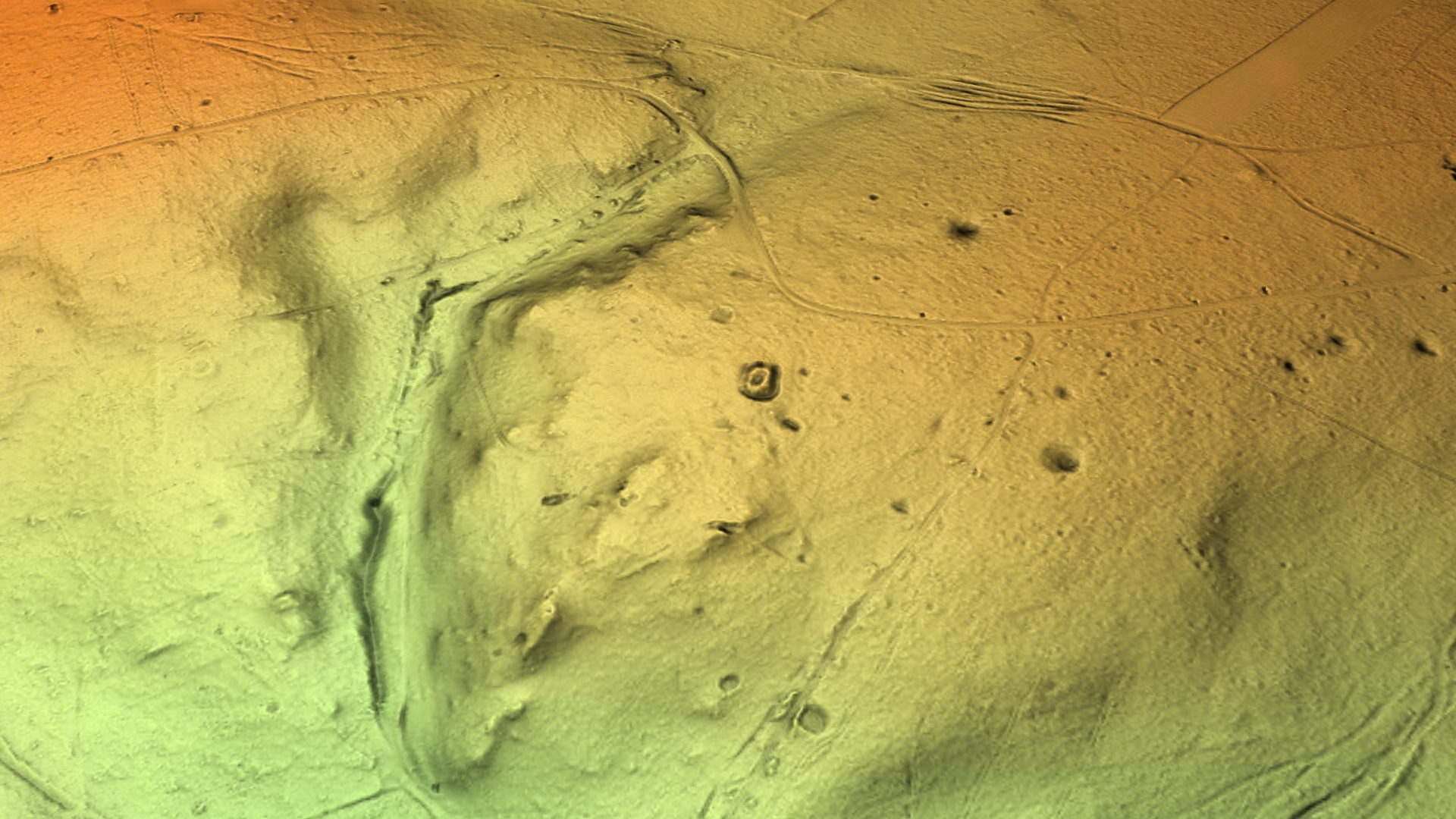
3D-Ansicht des digitalen Geländemodells

## Geschichte
Schriftliche Quellen über diese abgegangene Burg sind nicht vorhanden. Der Burgstall wird aber mit den Herren von dem nahe gelegenen Hohenkemnath in Verbindung gebracht. Bereits 1267 ist ein Stefan von Kemnath zu Hohenkemnath, Lutzmannstein und Rosenberg nachgewiesen. Der letzte der Kemnather zu Hohenkemnath war nach den Landsassenmatrikeln 1530 ein Wolf Philipp, aber zwischen 1570 und 1589 wird noch ein Philipp von Kemnath genannt, der auch in Hohenkemnath gesessen haben soll.
Nach einer anderen Deutung könnte hier das Geschlecht der Brennberger gelebt haben. Von diesen wird 1358 ein Locke von Prennberg ein einziges Mal genannt. Den Namen Brennberg trug auch ein in der Nähe gelegener Wirtschaftshof, der gegen Ende des 16. Jahrhunderts abgebrannt ist. Nach einer Grenzkarte von 1590 ist hier keine Burg oder Ruine mehr eingetragen, sodass man annehmen kann, dass die Anlage damals schon verödet war.